# Estadio Paulo Constantino
El Estadio Paulo Constantino conocido popularmente como Prudentão y llamado hasta 2013 Estadio Eduardo José Farah, es un estadio multiusos ubicado en la ciudad de Presidente Prudente en el Estado de São Paulo en Brasil. El recinto fue inaugurado en 1982 y posee una capacidad para 45,954 personas. El estadio es utilizado por el club Corinthians de Presidente Prudente que juega en el Campeonato Paulista Serie A2 y por Grêmio Prudente.
El estadio es propiedad del Ayuntamiento de Presidente Prudente, y su nombre honra a Eduardo José Farah, quien fuera presidente de la Federación Paulista de Fútbol durante la construcción del estadio.
El partido inaugural se jugó el 12 de octubre de 1982, cuando Santos venció a Corinthians de Presidente Prudente por 1-0. El primer gol del estadio fue marcado por Paulinho de Santos.
El récord de asistencia del estadio actualmente es de 45,972 personas, establecido el 3 de marzo de 1996 cuando Palmeiras venció a Corinthians 3–1.